# Лях, Иван Васильевич
Ива́н Васи́льевич Лях (род. 14 января 1960, Родники, Ростовская область) — советский футболист, тренер. Выступал на позиции полузащитника, затем — защитника.

## Карьера

### Карьера игрока
Воспитанник ростовского футбольного интерната (РОШИСП-10) и СДЮШОР № 8. Провёл более 120 матчей за «Ростсельмаш».

### Тренерская карьера
Тренерская карьера Ивана началась в его последнем «игровом» клубе — «Источнике», где его назначили тренером. В 1996 году он стал уже главным тренером «Источника». В ростовском клубе он проработал до 15-го тура. В 2000 году возглавил дубль «Ростсельмаша». В 2001 году его назначили тренером «Ростсельмаша». С 2004 по 2006 год был ассистентом в трёх клубах — ставропольском «Динамо», «Ростове» и нижегородском «Спартаке».
С 2007 по 2009 год работал тренером в ярославском «Шиннике». В 2008 году некоторое время работал исполняющим обязанности главного тренера. После вылета из Премьер-лиги и неважного выступления в первом дивизионе в мае 2009 года главный тренер «чёрно-синих» Сергей Павлов покинул клуб, и его место занял Иван Лях. Контракт с ним был заключен 11 июня сроком на полтора года. Но проработал он до конца сентября, после чего уступил место Юрию Быкову.
В 2010 году Лях возглавлял калининградскую «Балтику». В июне, когда клуб находился в зоне вылета, его уволили, и назначили Леонида Ткаченко. При Иване «Балтика» в первом дивизионе провела 14 матчей, 3 раза выиграла, 6 раз сыграла вничью и 5 раз проиграла, набрав 14 очков.
12 декабря 2010 года в Москве окончил 240-часовое обучение в ВШТ на тренерских курсах и получил лицензию Pro.
2 октября 2014 года назначен главным тренером молодёжного состава «Ростова», затем снова вернулся на должность селекционера клуба.

## Личная жизнь
Младший сын Андрей также футболист.